# Экспресс АМ1
Экспресс-AM1 — российский телекоммуникационный спутник, созданный НПО ПМ совместно с японской компанией Toshiba Space Systems. Он предназначается для обеспечения цифрового телерадиовещания, телефонии, видеоконференцсвязи, передачи данных, доступа в Интернет. В зоне охвата спутника находится территория европейской части России, СНГ, Европы, Северной Африки и Ближнего Востока. Данный спутник серии Экспресс AM стал единственным, для которого полезная нагрузка была изготовлена японским партнёром.

## Полезная нагрузка
18 транспондеров Ku-диапазона мощностью 100 Вт, с полосой пропускания 54 МГц; 9 транспондеров C-диапазона из которых 8 мощностью 40 Вт и 1 мощностью 120 Вт с полосой пропускания 40 МГц, и 1 транспондер L-диапазона мощностью 30 Вт и полосой пропускания 0,5 МГц.
Расчётная точка стояния — 40° в. д.
С 24 апреля 2010 года в результате неисправности на космическом аппарате «Экспресс-АМ1» коррекция наклонения орбиты данного космического аппарата невозможна.
По состоянию на 14 мая 2012 года используется по целевому назначению лишь 12 часов в сутки. 
По состоянию на 13 августа 2013 года выведен из эксплуатации, началась программа по уводу космического аппарата на орбиту захоронения.